# Parestola hoegei
Parestola hoegei là một loài bọ cánh cứng trong họ Cerambycidae.